# باولا ووف
باولا وولف، رسامة ونحّاتة ورسامة جدارية وفنانة فسيفساء ومدّرسة فنون بريطانية، لها أعمال عديدة في الفن العام، بعضها معروف باسمها الشخصي والبعض الآخر أنجز بالتعاون مع فنانين آخرين.
من عام 1974 حتى 1977، كانت عضواً في مجموعة باغ للفنون الأدائية في برمنغهام مع مارك رين وإيان إيفرارد.
عام 1978، رسمت سلسلة من ثلاث جداريات على نهايات منازل ذات مصاطب وتقع في النهاية الشرقية من طريق هيثفيلد في منطقة هاندسورث في برمنغهام بالتعاون مع رين وستيف فيلد. عمل الثلاثي معاً كـ«شركة الجداريات». استمر وجود هذه الجداريات لمدة 27 عاماً قبل أن يعاد رسم جداريات جديدة فوقها. عام 1982، رسمت جدارية في مدرسة مجتمع فرانكلي بالتعاون مع فيلد ورين.
نحتت مع إريك كلاين فيلدرمان، «آلة جيمس واط المجنونة» وكانت من تصميم تيم تولكين.
من أعمالها المقيد الزخرفي المرتفع في محطة سكة حديد كينغز نورتون في برمنغهام والعديد من الأعمال التي فوّضت لوضعها في تقاطعات النقل العام في إدارة نقل المسافرين في ميدلاندز الغربية.
عام 2008، وضعت إحدى لوحاتها الفنية في معرض «فن بيرمنغهام 1940-2008» في متحف ومعرض الفنون في بيرمنغهام. في السنة التالية، أدرج عملها سوق بول رينغ في معرض «بيرمنغهام مرئية» في نفس المكان.
تعمل ووف أيضاً كمدرسة فنون.

## وصلات خارجية
- الموقع الرسمي